# Colonia Filiberto Gómez
Colonia Filiberto Gómez är en ort i Mexiko.   Den ligger i kommunen Arcelia och delstaten Guerrero, i den södra delen av landet, 160 km sydväst om huvudstaden Mexico City. Colonia Filiberto Gómez ligger 440 meter över havet och antalet invånare är 186.
Terrängen runt Colonia Filiberto Gómez är huvudsakligen kuperad, men västerut är den platt. Runt Colonia Filiberto Gómez är det ganska glesbefolkat, med 34 invånare per kvadratkilometer. Närmaste större samhälle är Arcelia, 8,9 km sydväst om Colonia Filiberto Gómez. Omgivningarna runt Colonia Filiberto Gómez är en mosaik av jordbruksmark och naturlig växtlighet.